# 赫茨伯勒 (阿拉巴马州)
赫茨伯勒（英文：Hurtsboro），是美国阿拉巴马州下属的一座城市。面积约为1.03平方英里（约合2.68平方公里）。根据2010年美国人口普查，该市有人口553人，人口密度为535.33/平方英里（约合206.34/平方公里）。